# AppLocale
Application Locale (apploc.msi) — утилита для операционных систем Windows XP, Windows Server 2003, Windows 7, позволяющая запускать приложения с изменённой локалью. Так как другой способ предполагает смену локали в настройках системы и перезагрузку, программа обрела немалую популярность у западных пользователей для запуска приложений, первоначально разработанных для азиатского региона, в частности визуальных новелл.